# Clastobryum pungens
Clastobryum pungens är en bladmossart som beskrevs av Pierre Tixier 1977. Clastobryum pungens ingår i släktet Clastobryum och familjen Sematophyllaceae. Inga underarter finns listade i Catalogue of Life.